# 田処村
田処村（たどころむら）は、愛媛県喜多郡にあった村。現在の大洲市田処にあたる。

## 地理
- 山岳：秋葉山、草屋敷
- 河川：矢落川

## 歴史
- 1882年（明治15年） - 近世以来の田所村が下浮穴郡堺村を合併。
- 1889年（明治22年）12月15日 - 町村制の施行により、田所村が単独で自治体を形成。
- 1909年（明治42年）1月1日 - 柳沢村と合併し、改めて柳沢村が発足。同日田処村廃止。